# Ордановка
Ордановка (укр. Орданівка) — село,
Ордановский сельский совет,
Диканьский район,
Полтавская область,
Украина.
Код КОАТУУ — 5321084201. Население по переписи 2001 года составляло 726 человек.
Является административным центром Ордановского сельского совета, в который, кроме того, входят сёла
Горбатовка,
Тополевка,
Чернещина,
Яроховка и
Коротковка.

## Географическое положение
Село Ордановка находится на берегу реки Великая Говтва,
выше по течению на расстоянии в 2,5 км расположены сёла Новая Василевка и Тополевка,
ниже по течению на расстоянии в 1,5 км расположено село Чернещина.
На реке сделана большая запруда.
Село состоит из двух частей, разнесённых на 1,5 км.

## Экономика
- ООО «Ордановка».
- ООО "АФ им. Довженка".

## Объекты социальной сферы
- Школа.
- Дом культуры.

## Достопримечательности
- Братская могила советских воинов.